# Giovanni Vecchina
Giovanni Vecchina (ur. 16 sierpnia 1902 w Wenecji; zm. 5 kwietnia 1973 w Vicenza) – włoski piłkarz, grający na pozycji napastnika, trener piłkarski.

## Kariera piłkarska

### Kariera klubowa
Wychowanek klubów Aurora Venezia i Venezia. W 1919 rozpoczął karierę piłkarską w drużynie Venezia. Potem występował w klubach Petrarca i Padova. W latach 1930–1933 bronił barw Juventusu, z którym trzy razy zdobył mistrzostwo Włoch. Następnie do 1940 roku grał w klubach Torino, Servette, Biellese, ponownie Venezia, Palmese i Siracusa.

### Kariera reprezentacyjna
2 grudnia 1928 roku debiutował w narodowej reprezentacji Włoch w meczu przeciwko Holandii. Swój drugi i ostatni występ zanotował 12 kwietnia 1931.

## Kariera trenerska
W 1938 roku jeszcze będąc piłkarzem łączył funkcje trenerskie w Palmese i Siracusa. Od 1940 do 1941 szkolił rezerwy Napoli. Potem prowadził kluby Rovigo, Vicenza, Napoli, Pistoiese, Portogruaro i Azzurra Sandrigo.

## Sukcesy i odznaczenia

### Sukcesy klubowe
Juventus
- mistrz Włoch: 1930/31, 1931/32, 1932/33